# Скворцово (Красноярский край)
Скворцово — деревня в Шарыповском районе Красноярского края России. Входит в состав Родниковского сельсовета.

## География
Деревня расположена в 10 км к северу от районного центра Шарыпово.

## История
В 1976 г. Указом Президиума ВС РСФСР поселок фермы № 1 Шарыповского совхоза переименован в Скворцово.

## Население
| 2010 |
| ---- |
| 190  |

Гендерный состав
По данным Всероссийской переписи населения 2010 года 4 мужчин и 96 женщин из 190 чел.